# Сливје (Долнени)
Сливје (мкд. Сливје) је насеље у Северној Македонији, у средишњем делу државе. Сливје припада општини Дољнени.

## Географија
Насеље Сливје је смештено у средишњем делу Северне Македоније. Од најближег већег града, Прилепа, насеље је удаљено 30 km северозападно.
Рељеф: Сливје се налази у крајње северном делу Пелагоније, највеће висоравни Северне Македоније. Насељски атар је на истоку равничарски, без већих водотока. Западно од насеља издиже се планина Даутица. Надморска висина насеља је приближно 660 метара.
Клима у насељу је континентална.

## Становништво
По попису становништва из 2002. године, Сливје је имало 35 становника.
Претежно становништво у етнички Македонци (100%).
Већинска вероисповест у насељу је православље.